# Bino (piosenkarz)
Bino właściwie Benedetto Arico (ur. 24 kwietnia 1953 w Palermo; zm. 19 października 2010 tamże) – włoski piosenkarz, najbardziej znany z piosenki Mama Leone z 1978. Utwór ten wykonywali później m.in. Drupi i Laibach.